# Parafia św. Matki Bożej Fatimskiej i Wszystkich Świętych w Dubyszczach
Parafia św. Matki Bożej Fatimskiej i Wszystkich Świętych w Dubyszczach – parafia rzymskokatolicka w Dubiszczach, należy do dekanatu Łuck w diecezji łuckiej.